# David Schmoeller
David Schmoeller (n. 8 decembrie 1947, Kentucky, SUA) este un regizor, scenarist și producător de film american.

## Biografie
Schmoeller s-a născut în Louisville, Kentucky, dar a crescut și a studiat în Texas. A obținut un masterat în radio-televiziune-film la Universitatea Texas din Austin. Vorbind fluent în spaniolă, a fost traducător pentru ABC Sports la Jocurile Olimpice de vară din 1968 din Ciudad de México.
Este notabil pentru regizarea unor lungmetraje de groază ca Tourist Trap (1979), The Seduction (1982), Crawlspace (1986), Catacombs (1988), Puppet Master (1989) sau  Netherworld (1992). În mai 2012, la Festivalul de Film Fantaspoa din Brazilia a primit premiul pentru întreaga carieră, de asemenea filmul său 2 Little Monsters (2012) a fost proiectat alături de alte filme notabile.
În 1989, a regizat primul film al proaspăt înființatei companii a lui Charles Band, Full Moon Features. Puppet Master s-a dovedit a fi un mare succes pentru Full Moon și a dus la dezvoltarea companiei și la apariția francizei Puppet Master.

## Filmografie
Ca regizor

### Film
- The Spider Will Kill You (1976)
- Tourist Trap (1979)
- The Seduction (1982)
- Crawlspace (1986)
- Catacombs (1988)
- Puppet Master (1989)
- The Arrival (1991)
- Netherworld (1992)
- Regatul secret (The Secret Kingdom, 1998) (Castel Film Romania)
- Please Kill Mr. Kinski (1999) (scurtmetraj documentar)
- Possessed (2005)
- Wedding Day (2008) (scurtmetraj)
- Two Frenchmen Lost in Las Vegas (2010)
- The Price of Beautiful (2010)
- The Rules of House-sitting (2010)
- Ha, Ha Horror (2012) (scurtmetraj)
- 2 Little Monsters (2012)
- Puppet Master: Blitzkrieg Massacre (2018)
- Death Heads: Brain Drain (2018)

### Televiziune
- Detectivi de elită (Silk Stalkings, serial TV, 1992–1993)
- Renegatul (serial TV, 1992). Episodul „Eye of the Storm” (1992)
- Search for the Jewel of Polaris: Mysterious Museum (film TV, 1999)